# Ragna Robarth
Ragna Robarth (Christiania, 18 december 1850 - onbekend) was een Noors zangeres. Haar stembereik was sopraan/mezzosopraan.
Ze werd geboren binnen het gezin van "Gevolmachtigde voor post- en marinezaken" Halvor Arnt Robarth uit Nes (Ringsaker). Zijn vrouw overleed op vroege leeftijd, want zij werd in de diverse volkstellingen in Noorwegen niet meer genoemd. Ragna kreeg haar muzikale opleiding van Fritz Arlberg en Julius Günther aan het Conservatorium in Stockholm. In 1878 kreeg ze een studiebeurs. Al tijdens haar studie begon ze ook zangles te geven.
Enige concerten:
- 12 november 1876 tijdens een concert van harpist Adolph Sjodé zong ze één lied van Rikard Nordraak (Holder du af mig)
- 2 december 1883 in een concert van Hilda Sjøberg
- 6 mei 1883 in een concert gegeven door Johannes Haarklou zong ze liederen van Halfdan Kjerulf, Edvard Grieg en Johan Selmer
- 27 februari 1890 zong ze de solopartij in een uitvoering van Charles Gounods D’un cœur qui t’aime met het koor van Olaus Andreas Grøndahl
- 22 februari 1891: in een programma rond actrice Fredrikke Jensen
- 23 februari 1892 gaf ze samen een concert met Betzy Haslem, Thorvald Lammers en Henrik Klausen

Na een aantal jaren verdween ze van het podium en in de vergetelheid. Een laatste teken van leven volgde nog in een rouwadvertentie uit 1917, als zij en haar zuster Gunda Robarth afscheid nemen van hun jongere zuster Maggen. Haar laatstbekende verblijfplaats was (samen met Gunda) Lillestrøm.